# Associazione Sportiva Jesi Calcio 1986-1987
Questa pagina raccoglie le informazioni riguardanti l'Associazione Sportiva Jesi Calcio nelle competizioni ufficiali della stagione 1986-1987.

## Rosa
| N. |                   | Ruolo | Calciatore             |
| -- | ----------------- | ----- | ---------------------- |
|    | Italia (bandiera) | C     | Giovanni Biscaro       |
|    | Italia (bandiera) | D     | Luciano Briga          |
|    | Italia (bandiera) | A     | Massimo Busilacchi     |
|    | Italia (bandiera) | P     | Adriano Casiraghi      |
|    | Italia (bandiera) | D     | Francesco Castrini     |
|    | Italia (bandiera) | D     | Alberto Cionna         |
|    | Italia (bandiera) | C     | Angelo Della Valentina |
|    | Italia (bandiera) | A     | Roberto Dal Monte      |
|    | Italia (bandiera) | A     | Stefano Garbuglia      |
|    | Italia (bandiera) | C     | Paolo Giusti           |
|    | Italia (bandiera) | D     | Salvatore Latronico    |
|    | Italia (bandiera) | A     | Sandro Leonardi        |

| N. |                   | Ruolo | Calciatore              |
| -- | ----------------- | ----- | ----------------------- |
|    | Italia (bandiera) | P     | Luca Marchegiani        |
|    | Italia (bandiera) |       | Micucci                 |
|    | Italia (bandiera) | A     | Giuseppe Novellino (II) |
|    | Italia (bandiera) | C     | Emanuele Pascucci       |
|    | Italia (bandiera) | C     | Stefano Pauselli        |
|    | Italia (bandiera) | D     | Piero Petrini           |
|    | Italia (bandiera) | C     | Fabrizio Stacchiotti    |
|    | Italia (bandiera) | D     | Stefano Tarabelli       |
|    | Italia (bandiera) | C     | Giovanni Trillini       |
|    | Italia (bandiera) | D     | Sauro Trillini          |
|    | Italia (bandiera) | D     | Fausto Vinti            |
|    | Italia (bandiera) | C     | Luigi Viscione          |